# Gustav Gabriel Cohen
Gustav Gabriel Cohen (geb. 17. Februar 1830 in Hamburg; gest. 10. Dezember 1906 ebenda) war ein Hamburger Kaufmann, Bankier und Zionist.

## Leben
Gustav Cohen reiste als 18-Jähriger nach Südafrika und arbeitete dort als Kaufmann. Von 1869 bis 1879 lebte er in Manchester, dann kehrte er nach Hamburg zurück. Ausgelöst von George Eliots Roman Daniel Deronda begann 1881 Cohen mit Aufzeichnungen über Die Judenfrage und die Zukunft und engagierte sich im Hamburger Comité zur Hilfe für die Juden, die nach den Pogromen von 1881 bis 1883 aus Russland geflüchtet waren. Diese Erfahrungen gingen in den zweiten Teil seines Essays ein, der 1891 erstmals erschien. Im letzten Teil von Die Judenfrage und die Zukunft entwickelte Cohen seine Überlegungen für eine jüdische „Kolonie“, etwa in Zypern. Insofern war er – unabhängig von Theodor Herzl – ein Vorläufer des Zionismus.
Nach Erscheinen von Herzls Judenstaat schickte Cohen eine Schrift an Herzl, in der er sein „Zypern-Projekt“, eine Niederlassung jüdischer Siedler auf der Insel Zypern, vorstellte. Theodor Herzl und Cohen wurden Freunde, die sich gegenseitig besuchten.

## Familie
Gustav Cohens Tochter Anna Bertha Cohen heiratete Otto Warburg, den Botaniker und dritten Präsidenten der World Zionist Organization von 1909 bis 1921.
Tochter Marie Cohen heiratete den Mikrobiologen Kurt Trautwein. Aus der Ehe ging Johanna Lenz hervor, Kunsthistorikerin und Frau des Schriftstellers Hermann Lenz.

## Schriften
- Die Judenfrage und die Zukunft. Privatdruck, Hamburg 1891.
- Das Ideal des eigenen Staates. Zwei Schriften aus den Anfängen des Zionismus. Herausgegeben, eingeleitet und kommentiert von Daniel Hoffmann, mit einer Familienerinnerung von Hanne Lenz. IBA Media & Book, Berlin 2003, ISBN 3-934854-15-X; hebräische Ausgabe: Chason hamedina haatzmait, übersetzt von Irene Carmel, mit einem Vorwort und Nachwort von Gabi Warburg. Pardes, Haifa 2010.